# A Day in the Life
A Day in the Life är en låt från 1967 av den brittiska rockgruppen The Beatles. Den är skriven av John Lennon och Paul McCartney och återfinns som det sista spåret på bandets banbrytande skiva Sgt. Pepper's Lonely Hearts Club Band. Låten spelades in i januari och februari 1967. Låten tolkas av The Bee Gees i filmen Sgt. Pepper's Lonely Hearts Club Band.

## Text
Den första, andra och sista versen, skrivna av John Lennon, är baserade på var sin artikel i Daily Mail. Första och fjärde verserna börjar "I read the news today, oh boy...", en textrad som senare även använts av David Bowie i låten Young Americans. En vän till The Beatles som hette Tara Browne hade dött i en trafikolycka och givit upphov till en tidningsartikel. Detta behandlas i första och andra versen. Tredje versen handlar om människor som tittar på en krigsfilm. Förmodligen fick Lennon inspiration från sin egen medverkan i filmen Hur jag vann kriget strax innan. (Se under fliken diskussion.)
Den sista versen var inspirerad av en tidningsartikel om att det fanns 4000 hål i vägen i Blackburn, Lancashire. Mellan tredje och sista versen finns ett stick, skrivet av Paul McCartney, som handlar om hur han går upp på morgonen och hoppar på bussen. 
Frasen I'd love to turn you on, som återfinns mellan tredje versen och sticket, ledde till att låten blev bannlyst av BBC.. Anledningen var att texten, enligt BBC, kunde uppmuntra en positiv attityd till droger. Detta bestreds av både McCartney och Lennon. "Hur någon kan läsa in droger i detta övergår mitt förstånd", har Lennon sagt.

## Musik
Låten börjar lugnt med akustisk gitarr, piano och svävande sång av John Lennon. Efter tre verser kommer ett kaotiskt crescendo. Därefter hör man en ringklocka som Lennon och McCartney ställde in så att de skulle veta när det var McCartneys stick i dubbeltempo med piano och sång. Efter sticket kommer en fjärde vers av Lennon, sedan crescendot igen och till sist ett avslutande E-dur-ackord spelat på piano.
Lennons respektive McCartneys del spelades in en i taget, och de var osäkra på hur de skulle få ihop det. Det var McCartney som kom på idén att ha med en symfoniorkester som skulle fylla mellandelen med ett 24-takters crescendo. Producenten George Martin skrev ut noter till symfonikerna. Efter det andra crescendot avslutas låten med ett E-dur-ackord på piano, spelat av Lennon, McCartney, George Martin, Ringo Starr och turnéledaren Mal Evans på tre pianon, upptaget i fyra versioner. Ackordet klingar ut i nästan en minut, eftersom Martin hade ställt in pitchen så att volymen höjdes hela tiden ända tills studions utrustning inte längre kunde ta upp ljudet. Därför kan man när ackordet är slut höra en knarrande stol, och till och med studions luftfläktar.

## Erkännande
"A Day in the Life" ses som en av the Beatles viktigast sånger, och den har kommit högt på ett antal topplistor över utvald musik. 2005 utnämndes den av brittiska Q magazine till den bästa brittiska låten någonsin.

## Musiker

### The Beatles
- John Lennon: sång, akustisk gitarr, piano (sista ackordet)
- Paul McCartney: sång, bas, piano (genom hela låten och sista ackordet), dirigent
- George Harrison: akustisk gitarr, maracas
- Ringo Starr: trummor, congas, piano (sista ackordet)

## Coverversioner
Det har spelats in ett flertal coverversioner av låten, däribland av följande artister:
- Sting
- Bobby Darin
- José Feliciano
- The Fall
- Neil Young
- Jeff Beck
- The Bee Gees (speciellt för filmen Sgt. Peppers Lonely Hearts Club Band)
- Robyn Hitchcock
- Phish